# اکینوپسیس ماکروگونا
اکینوپسیس ماکروگونا(نام علمی: Echinopsis macrogona) نام یک گونه از سرده اکینوپسیس است.